# 3001太空漫遊
《3001：太空漫游》（英語：3001: The Final Odyssey）是一本由英國作者亞瑟·克拉克創作的1997年科幻小说。这本小说是2001：太空漫游系列的第四本。

## 概要
在《2001：太空漫游》故事里，被哈尔杀害的宇航员Poole在太空中漂浮了1000年后又被发现，随后被救醒。他发现时间已经到了3001，而此时神秘的黑石板已经接到了对人类的判决……

## 外部連結
- 列在網路推理小說資料庫中的《3001太空漫遊》